# Anosia completa
Anosia completa är en fjärilsart som beskrevs av Abel Dufrane 1948. Anosia completa ingår i släktet Anosia och familjen praktfjärilar. Inga underarter finns listade i Catalogue of Life.